# Попельне
Попельне — колишнє село в Україні. Входило до Вільхуватської сільської ради Великобурлуцького району Харківської області. У 2008 році помер останній мешканець цього села. 3 грудня 2008 року постановою Харківської обласної ради село зняте з обліку.

## Відомі люди

### Народилися
- Уткін Федір Григорович — заступник голови Волинського облвиконкому, голова Луцького міськвиконкому.